# Allium stipitatum
Allium stipitatum Regel – gatunek byliny z rodziny amarylkowatych (Amaryllidaceae). Występuje naturalnie na obszarze od południowo-wschodniej części Turcji przez Iran aż po Pakistan. Według innych źródeł jest obecny także w Azji Środkowej i Afganistanie.
W Polsce uznawany za roślinę ozdobną, w Iranie stosowany jako przyprawa.

## Morfologia

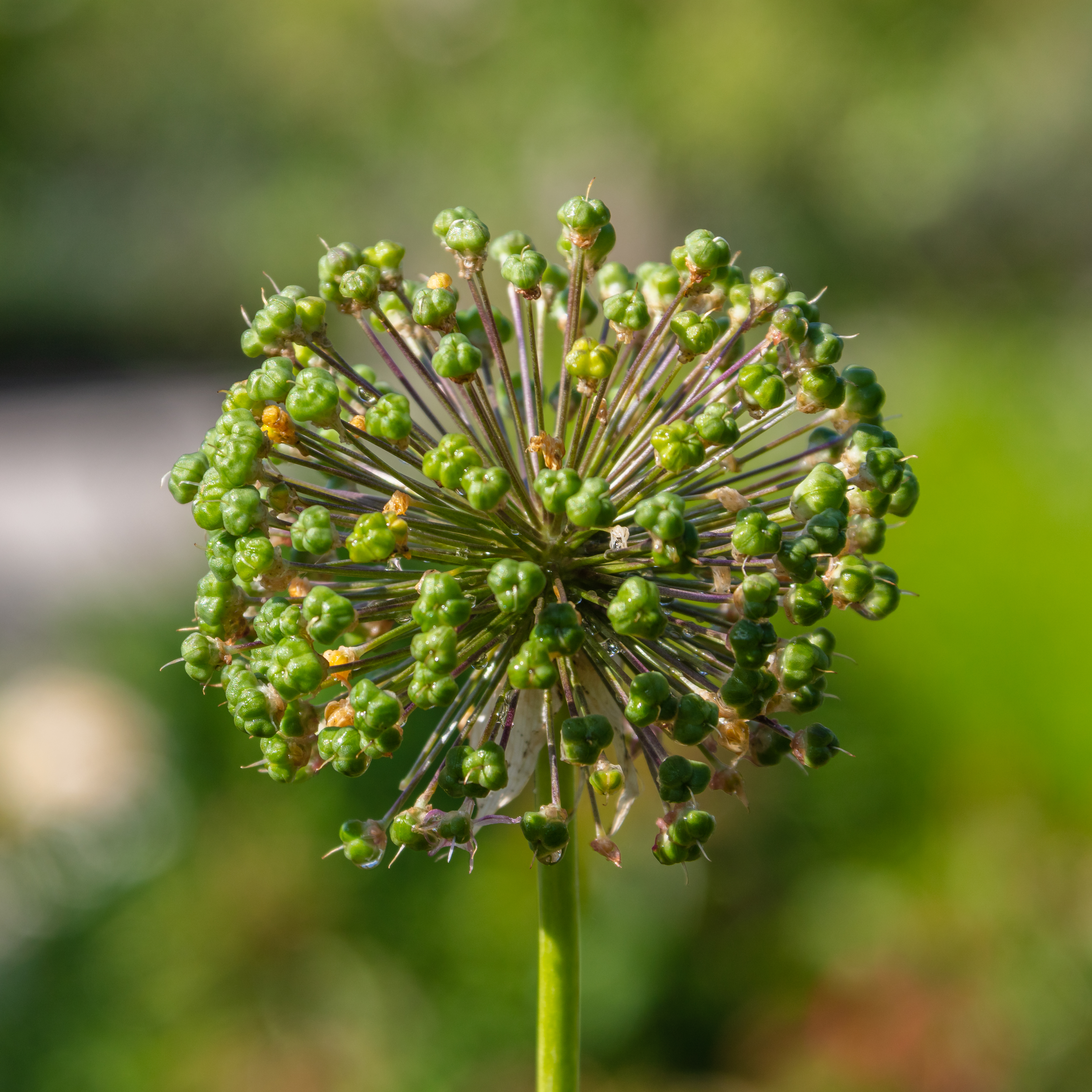
Owoce

CebulaMają kulisty kształt. Osiągają około 3–6 cm szerokości. Warstwa zewnętrzna jest papierowa i ciemna.
ŁodygaNagi głąbik dorastający do 1 m wysokości, jest gruby na około 1 cm.
LiściePosiada 4–6 liniowe liście o szerokości 5 cm.
KwiatyZebrane w kuliste kwiatostany o średnicy 16–18 cm. Kwiaty mają kształt gwiazdy. Osadzone są na szypułkach o długości około 3 cm.

## Biologia i ekologia
Naturalnymi siedliskami są wilgotne łąki.